# Breaking Glass (film)
Breaking Glass is een Britse muzikale film van Brian Gibson uit 1980, alsook de titel van het begeleidende muziekalbum met alle nummers van de soundtrack. De film lanceerde de carrière van Hazel O'Connor, die tevens alle songs componeerde. Producent was Dodi Al-Fayed (op de oorspronkelijke posters Dodi Fayed genoemd). Breaking Glass werd op het Filmfestival van Cannes vertoond, maar deed niet aan de competitie mee. De elpee Breaking Glass, met O'Connors muziek, werd door A&M Records uitgebracht.
Breaking Glass vertelt het verhaal van Kate Crowley, zangeres van de groep Breaking Glass, die in 1980, in een periode op de overgang van punk naar new wave, haar klim naar de beroemdheid aanvat, maar hierbij door een cynische muziekindustrie steeds sterker wordt uitgebuit. De film weerspiegelt de maatschappelijke onrust van de vroege Thatcher-periode, met extreemrechtse opstoten en de rebellie van een anarchistische postpunkscène. Kate zingt over ontmenselijking en hoe mensen tot robots verworden, maar wordt uiteindelijk zelf deel van het establishment en moet zwaar gedrogeerd worden om nog te kunnen functioneren. De laatste scènes, waarin Kate haar verstand verliest, werden voor het Amerikaanse publiek weggeknipt omdat men ginds liever een happy end wilde hebben, aldus Hazel O'Connor in een interview in 2012.
De vele new wave-achtige nummers in de film droegen ertoe bij dat Breaking Glass een cultfilm werd; vooral "Will You?" is een bekende song geworden. Hazel O'Connor speelt zelf synthesizer in de film; achter de schermen speelt ook Tony Visconti, de producer van de muziek, op het keyboard. Het disconummer "One More Time" van de fictieve Susie Sapphire wordt door Victy Silva gezongen.

## Verhaal
De film begint in een wagon van de Londense metro met bestemming Cockfosters, waarin Kate Crowley het nummer "Writing on the Wall" zingt en zelfklevers op de wanden van de wagons plakt.
Impresario Danny Price heeft een concert bijgewoond en poogt na afloop zonder succes in contact met diverse artiesten te komen; hij wordt tot tweemaal toe door de bewakers uit de receptie gezet. De manager van Pink Floyd zegt dat hij hem niet kent, en de promotor van Wings negeert hem. In een steegje ontmoet hij Kate, die affiches voor haar band aan de muren kleeft. Hij vraagt haar om een liedje te zingen, en midden op straat geeft ze een stukje uit "Give Me an Inch" ten beste. Danny belooft dat hij naar haar optreden zal komen.
Tijdens het optreden zingt Kate haar song met een slechte begeleiding door incompetente muzikanten, in een vieze kelder waar het publiek rumoerig is en haar uitscheldt. Danny geraakt echter geïnteresseerd in de muziek en zoekt haar na afloop op wanneer ze naast het toilet zit. Hij biedt haar zijn kaartje aan, wil haar manager worden en plaatst een advertentie in de krant met Kates adres, teneinde betere muzikanten op te sporen. Kate is tegen managers en impresario's, want die zijn deel van het kapitalistische establishment, doch Danny vraagt haar: "Wil je dan je hele leven naast toiletten blijven zitten?"
Kate wordt uit haar bed gebeld door een heleboel muzikanten die op de auditie opdagen; de meesten zijn volstrekt onbekwaam. Ze gaat Danny op diens kantoor opzoeken, dat volgestouwd is met vinylsingles van Susie Sapphire, een discozangeres die momenteel goed scoort in de hitparade. Het blijkt dat Danny de hitparade manipuleert door zo veel mogelijk platen van Susie Sapphire op te kopen.
Tijdens een auditie met het nummer "Monster in Disguise" ontmoeten Kate en Danny de saxofonist Ken; hij draagt een hoorapparaat en is verslaafd aan heroïne, maar blijkt een uitstekend muzikant. Danny kent ook nog een paar goede gitaristen uit Leeds, Tony en Dave. Ten slotte vinden ze nog Mick, een uitstekend drummer.
In The Pavillion Club hebben ze hun eerste optreden in hun nieuwe opstelling. In dit café zitten zowel punkers als neonazi's; de eigenaar is niet enthousiast omtrent de muziek. Kate voert Danny naar huis; hij gewaagt van een platencontract voor de groep, waar Kate niets van wil weten. In het groezelige appartementsblok waar Danny woont, ziet ze het woord blackman op de muur staan. Dit wordt haar volgende nummer.
Danny trekt naar het kantoor van Overlord Records met plastic zakken vol vinylplaten en tracht de marketingman Fordyce in verlegenheid te brengen, in wiens opdracht hij de hitparade ten faveure van Susie Sapphire manipuleert. In het gebouw wordt hij wederom uit een receptie weggestuurd.
Breaking Glass neemt het nummer "Blackman" in een professionele studio op en gaat het aan een muziekbedrijf aanbieden. Ze dringen net zo lang aan totdat men akkoord gaat om iemand naar het volgende concert te sturen. Het concert vindt opnieuw in dezelfde bar plaats, maar het nummer "Blackman" valt niet in goede aarde bij het neonazistische publiek. Er ontstaan rellen, en het gehele café wordt in de prak geslagen — de bandleden moeten vluchten. Danny heeft lichte verwondingen opgelopen en ligt 's avonds bij Kate thuis op de sofa. Er ontstaat een zekere seksuele spanning; Danny wil blijven, maar Kate stuurt hem weg, en wil dan toch weer dat hij blijft. Dit vindt Danny te verwarrend, en hij zegt beleefd goedenavond en vertrekt. Dit is de aanleiding voor Kate om op de piano een liedje te improviseren, dat "Will You?" zal gaan heten.
Tijdens een repetitie in een krakerspand valt de politie binnen en gaat jegens de bandleden zeer brutaal tekeer. Mick blijkt een verleden van diefstal te hebben en wordt door de inspecteur in de maag gestompt. Ook hierover schrijft Kate een song, "Big Brother" getiteld.
Danny slaagt erin, een promotiecontract voor Breaking Glass voor liveoptredens in de wacht te slepen; de rechten moeten voor twee jaar bij de muziekpers blijven. Dan gaat de band op tournee naar Coventry, Stockport en een niet nader bepaald Stoke. In deze locatie laat het busje van de groep het afweten, en ze moeten zich naar het station spoeden om de laatste trein huiswaarts te halen. Het is net Kerstmis, en volgens de conducteur zijn de treinen eigenlijk in staking, maar desalniettemin slagen ze er na wat aandringen in, met de trein mee te mogen rijden. Aan boord bevinden zich alleen enkele Duitse nonnen. Kate en Danny kruipen bijeen in een slaapcoupé en slapen met elkaar.
Dave en Tony beginnen langzamerhand te klagen dat Danny hun niet genoeg nieuwe apparatuur bezorgt, en dat de band een volwaardig platencontract voor opnamen nodig heeft. Danny buigt voor de druk en gaat zijn contactpersoon Fordyce bij Overlord Records chanteren: indien hij niet naar een optreden van Breaking Glass komt, zal Danny openbaren dat hij de hitparades kunstmatig gemanipuleerd heeft. Breaking Glass treedt in een grote concertzaal op, wanneer eensklaps de stroom uitvalt. Het publiek wordt opstandig, en eenieder begint lucifers en kranten aan te steken. Dan besluit Kate om zonder enige technische ondersteuning het nummer "Who Needs It" te spelen. Mijnheer Fordyce en het publiek zijn hiervan wel onder de indruk.
Uiteindelijk ondertekent Breaking Glass een platencontract bij Overlord Records: Fordyce werpt op dat het onmogelijk is, airplay te krijgen voor een nummer ("Big Brother") waarin het woord arse voorkomt, en zijn partner stelt voor om het te wijzigen naar nose. Hier moet de groep hartelijk om lachen. Ze willen vooralsnog geen muziekproducent. De platenfirma stelt voor dat ze absoluut op een festival moeten optreden dat 'Rock against 1984' heet, een verwijzing naar 1984 van George Orwell.
Op dit festival treden vooral slechte groepen op, en Breaking Glass wil de aftocht blazen. Ze rijden weg op een gemotoriseerd podium, wanneer eensklaps een betoging van het British National Front hun pad kruist. Kate zet de aanval in en provoceert de betogers door het lied "Blackman" te zingen. De fascistische betogers komen met de andere bezoekers in een schermutseling terecht, scanderen "Sieg Heil!" en gooien voorwerpen naar de band. Op een bepaald moment duikt een zwaargewonde jongeman, de 18-jarige Patrick Hayes, vóór het podium op. Deze scène vormt de kentering in de film. Kate schreeuwt en komt met haar gelaat in een artikel in de krant terecht, waaruit blijkt dat de jongeman gestorven is.
Kate belandt in een depressie en moet kalmeermedicijnen nemen, want ze vindt dat de dood van Patrick haar schuld is. Het dilemma is nu dat ze bekender dan ooit tevoren is geworden; Overlord Records vindt het thans het geschikte moment om een plaat uit te brengen. Danny heeft hier evenwel morele problemen mee, gezien Kates fragiele toestand. Het platenbedrijf stelt voor om er dan toch maar een muziekproducent bij te halen; de enige die aanvaardbaar ware, is Bob Woods.
Bob Woods woont in een royaal landhuis. Hij vindt Kates muziek niet onaardig, maar typisch voor de meeste new wave. Dan zingt ze voor hem iets nieuws wat ze geschreven heeft: "Who Calls the Tune", waarmee ze met haar schuldgevoelens in het reine poogt te komen. Dit vindt Woods een uitstekend nummer, en hij wil er meteen een videoclip voor maken. In dit nummer is geen plaats voor een saxofoon of drum.
Danny vindt dat Kate haar eigen idealen aan het verloochenen is door de commerciële toer op te gaan; daarenboven zoekt ze persoonlijke toenadering tot Woods. De relatie tussen Kate en Danny bekoelt. Wanneer de groep na een optreden weigert om op bevel van Danny een bisnummer te geven, komt het tot een handgemeen tussen Danny en Bob Woods. Danny heeft er genoeg van en neemt abrupt ontslag.
Kate wordt beroemd en gaat voortdurend op tournee; het is echter niet meer hetzelfde als vroeger. De band toert met een gestroomlijnde logistiek en wordt een groot commercieel succes. Door een optreden van het nummer "Give Me an Inch" worden beelden uit het begin van de film verweven, toen ze deze song voor Danny op straat zong. Aan het eind van het nummer verlaat Mick het podium definitief.
De band wint een platina plaat, die tijdens een decadent drinkgelag stuk wordt getrapt. De andere bandleden pesten Ken door zijn heroïne te verstoppen en adviseren Kate om hem eruit te gooien. Ze krijgt de indruk dat ze tussen bezopen varkens vertoeft en moet huilen. Tijdens een radio-interview vragen gasten haar waarom de stijl van haar muziek aan het veranderen is, en of ze soms gezwicht is voor de druk van de platenmaatschappijen. Een van de bellers is Danny, die haar hypocriet noemt.
Ook Ken heeft de band verlaten en Kate treedt nu onder de naam 'Kate and Breaking Glass' op. Ze moet met spuiten gekalmeerd worden; fans bestormen haar en nemen de stijl van haar kapsel over. In het nummer "Big Brother" heeft ze het woord arse uiteindelijk door nose vervangen.
Vóór een optreden met een nieuw nummer wil Kate niet op de bühne verschijnen; ze krijgt een kalmeerspuit in haar achterwerk en wordt heel verdwaasd. Haar nieuwe nummer heet "Eighth Day" en gaat over hoe mensen in machines worden veranderd; ze zingt het dan ook in een soort robotkostuum. De zaal zit overvol met laaiend enthousiaste fans die haar toejuichen, maar op een laserscherm boven het podium verschijnt, telkenmale slechts gedurende een fractie van een seconde, het woord HELP. Na afloop van dit nummer vlucht Kate uit de concertzaal.
Ze rent naar het metrostation, en we zien een herhaling van de scène in de metro waarmee de film begon; ditmaal bevinden zich echter dubbelgangers van Kate in de treinwagon, die allemaal haar haarstijl hebben gekopieerd. Ze loopt van wagon naar wagon en begint te hallucineren. In een van de wagons ziet ze Danny op haar afkomen, maar zijn beeltenis wisselt af met flitsen van de jongeman die op het rockfestival door de neonazi's werd vermoord. Kate schreeuwt en verliest het bewustzijn.
In de laatste scène van de film zit Kate in een kamer van een psychiatrische instelling. Danny komt haar bezoeken en brengt haar de kleine synthesizer waarmee ze ooit begonnen is. Hij omhelst haar, maar de verpleegster komt hem algauw vertellen dat het bezoek voorbij is. Kate tracht enkele noten te spelen.

## Rolverdeling
| Acteur          | Personage           |
| --------------- | ------------------- |
| Hazel O'Connor  | Kate                |
| Phil Daniels    | Danny               |
| Jon Finch       | Bob Woods           |
| Jonathan Pryce  | Ken                 |
| Peter-Hugo Daly | Mick                |
| Mark Wingett    | Tony                |
| Gary Tibbs      | Dave                |
| Hugh Thomas     | Fordyce             |
| Patrick Murray  | Stervende jongeling |
| Jim Broadbent   | Treinbegeleider     |

## Songs op het albumBreaking Glass
- "Writing on the Wall"
- "Monsters in Disguise"
- "Come into the Air"
- "Big Brother"
- "Who Needs It"
- "Will You?"
- "Eighth Day"
- "Top of the Wheel"
- "Calls the Tune"
- "Blackman"
- "Give Me an Inch"
- "If Only"